# Bibliothèque publique de Moncton

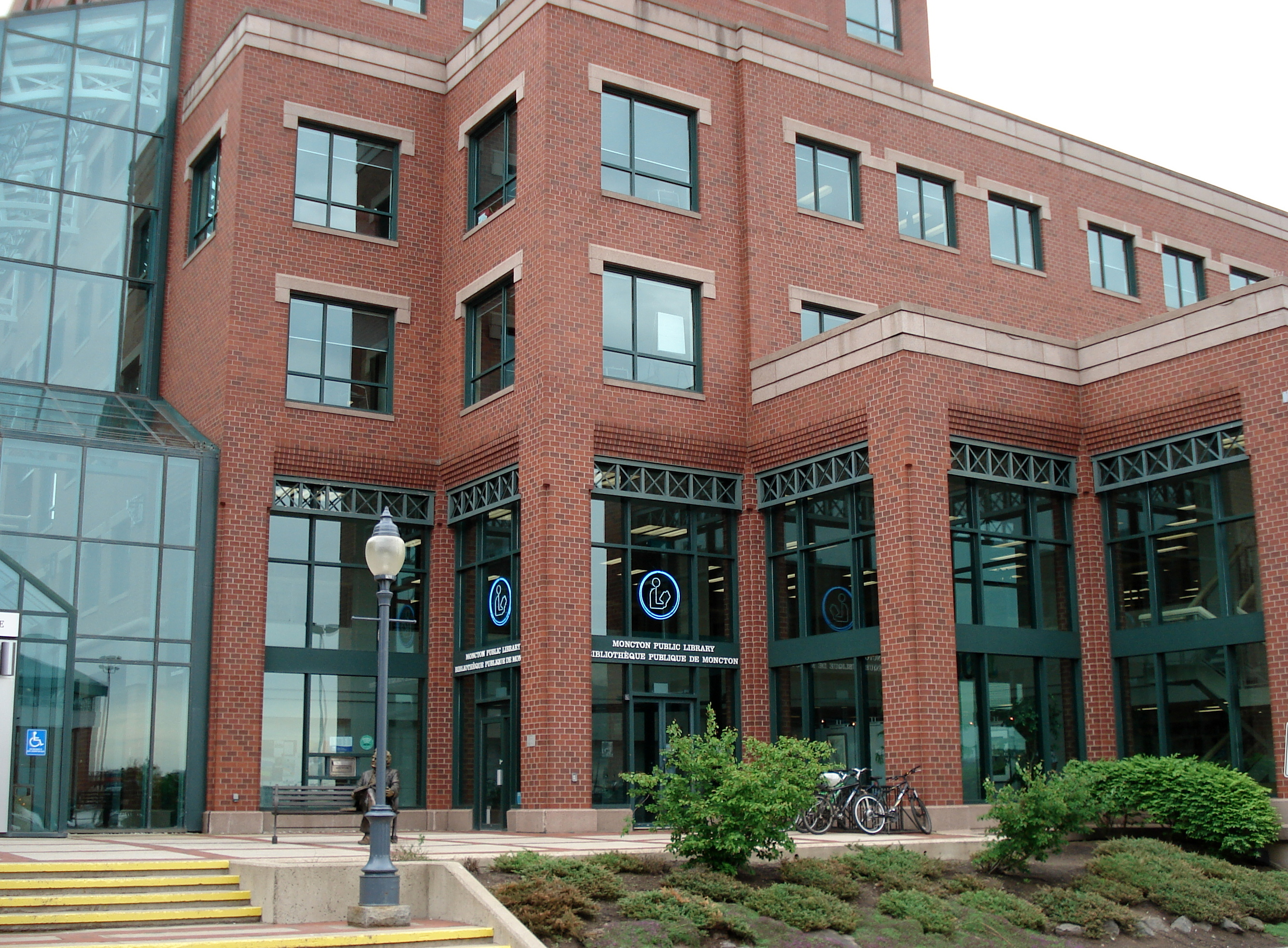
L'entrée principale de la Bibliothèque publique de Moncton

 La Bibliothèque publique de Moncton  (BPM) à Moncton, Nouveau-Brunswick, Canada, a pour but de répondre aux besoins d'éducation, d'information, de culture et de loisirs de ses usagers.  La Bibliothèque publique de Moncton offre accès à une collection provinciale de plus de 1,8 million de documents, dont près de 116 000 sont sur ses rayons.
La bibliothèque est un acteur important en ce qui a trait à l'appui à l'alphabétisation et à l'apprentissage continu  pour les résidents du Grand Moncton. Il n'y a qu'une seule succursale, située sur la rue Main au centre-ville de Moncton. Elle fait partie du Service des bibliothèques du Nouveau-Brunswick.

## Histoire
La Bibliothèque publique de Moncton a été fondée en 1913. Le projet fut lancé dès 1911 et réalisé grâce aux efforts des membres de la division de Fort Cumberland de l’IODE. La bibliothèque fut originellement aménagée dans l’ancien hôtel de ville, mais sera détruite par un incendie le 25 février 1914. Par la suite, elle fut logée dans l'immeuble Higgins, situé au coin des rues Main et Botsford. Le 27 février 1927, la bibliothèque change à nouveau d'emplacement et rouvre ses portes dans la maison Archibald. Celle-ci fut détruite par les flammes le 2 mars 1948. 
Après l'incendie, la Bibliothèque publique de Moncton fut déplacé dans la maison Kirby, au 51 rue Highfield, où elle est officiellement ouverte le 20 janvier 1949. Cette ancienne demeure a été démolie en octobre 1961 pour faire place à un nouvel immeuble pour la bibliothèque qui fut bâti au même endroit et inauguré le 22 septembre 1962. La bibliothèque est maintenant située dans le Centre Croix-Bleue, et ce depuis 1989. L'édifice de la rue Highfield où se trouvait la bibliothèque auparavant a été rénové en 1991 afin de loger des bureaux.
Le 13 juillet 2012, une statue de l'ancien résident de Moncton, Northrop Frye, a été dévoilée devant la bibliothèque. Elle fut créée par les artistes Darren Byers et Fred Harrison.

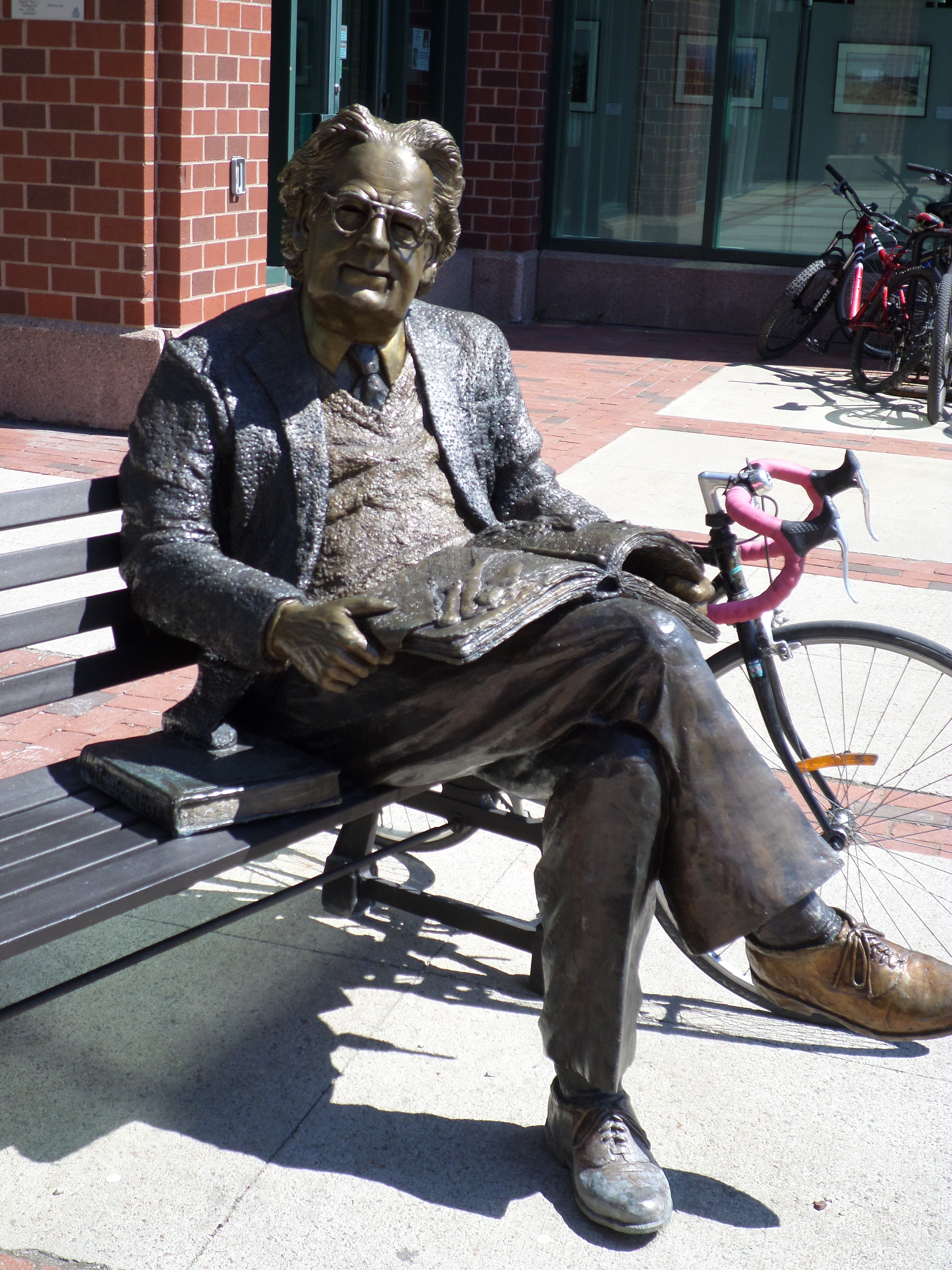
Statue de Northrop Frye à l'entrée de la bibliothèque publique de Moncton au Centre Croix-Bleue.

### Nom
En 1998, le comité de la banque de noms de la Ville de Moncton a suggéré que la Bibliothèque publique de Moncton adopte le nom Bibliothèque Northrop-Frye afin de commémorer le critique littéraire reconnu mondialement Northrop Frye, qui a passé une partie de sa jeunesse à Moncton. Cependant, la Commission de la bibliothèque de l'époque a exprimé son désaccord par rapport aux raisons derrière ce choix. Bien que Frye jouisse d'une excellente réputation internationale et qu'il soit un philosophe et critique reconnu, "il n'a rien fait pour la Bibliothèque publique de Moncton en tant que tel" (traduction libre). La Commission était également préoccupée par le fait que si la bibliothèque était nommée Bibliothèque Northrop-Frye, les citoyens pourraient avoir l'impression que la bibliothèque publique est plutôt un centre de documentation dédié à Frye et ses œuvres.  Afin d’honorer Northrop Frye, une salle de réunion à l'intérieur de la bibliothèque porte son nom.  

## Collections
- La collection de livres comprend des best-sellers, des romans et des documentaires couvrant une variété de sujet, autant pour la recherche que les loisirs, de même que des livres en gros caractères, des livres audios, de la musique, des DVD et vidéos, des magazines, des ensembles pour l’apprentissage des langues, des livres pour nouveaux lecteurs adultes, et des livres pour enfants en braille.

- Des livres électroniques et livres audios peuvent aussi être empruntés à partir de la Bibliothèque numérique du Nouveau-Bruswick avec une carte de bibliothèque du Nouveau-Brunswick.

- La collection de microfilms comprend des journaux de Moncton et de la région datant d’aussi loin que la fin du XIXe siècle, des renseignements provenant des recensements et des annuaires de téléphone.

- La collection de la salle du patrimoine comprend des ouvrages locaux sur l’histoire et la généalogie de même que des ouvrages d’auteurs originaires des comtés d’Albert, de  Westmorland et de Kent.

- Une horloge et une machine à écrire ayant appartenu à la famille de Northrup Frye lorsqu'elle vivait à Moncton sont aussi en exposition permanente à la bibliothèque. Ces objets, en plus d'une importante collection des œuvres de Frye et des écrits à son sujet, furent donnés à la bibliothèque en 2012 par le professeur américain Robert Dunham[13].

## Programmes

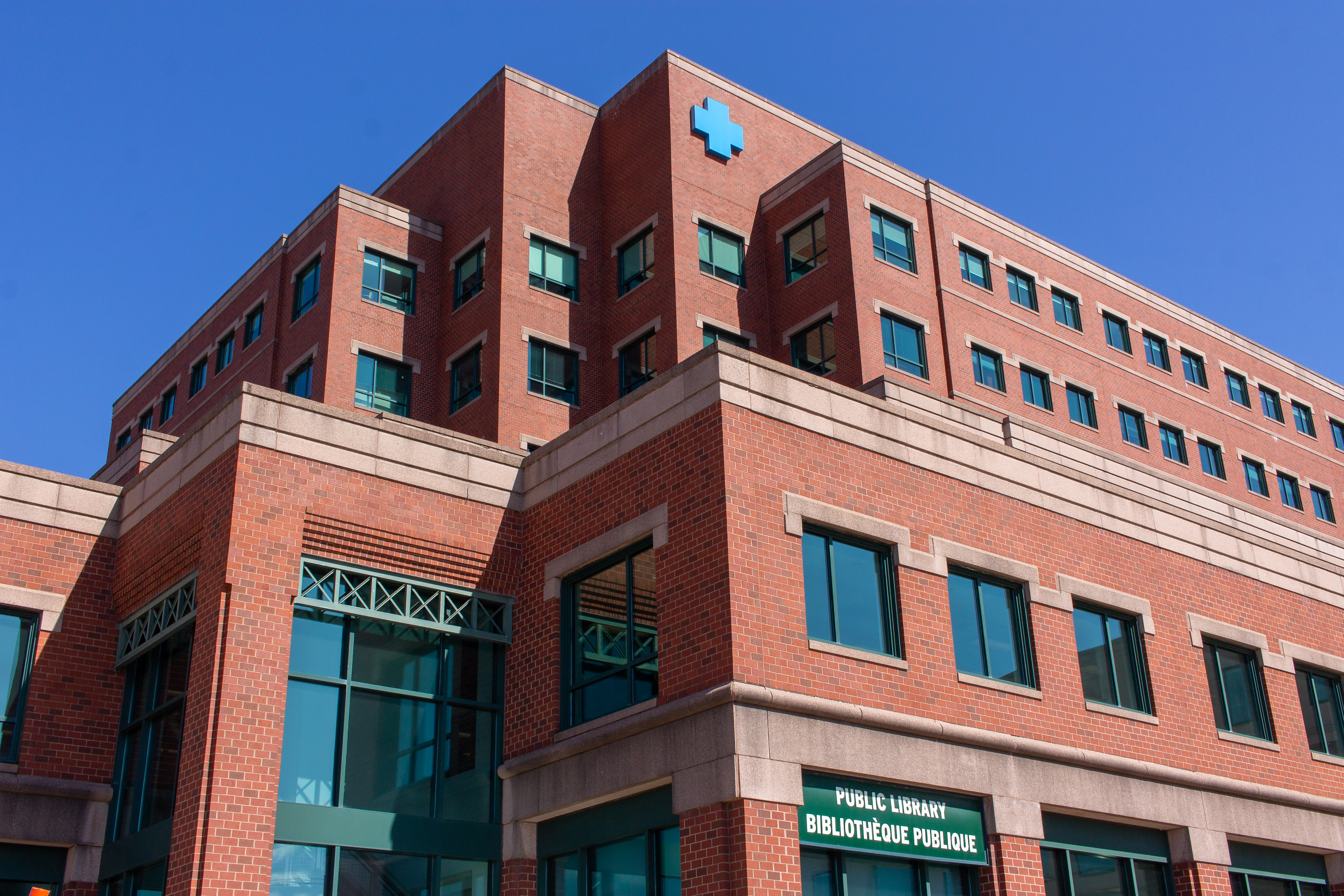
La bibliothèque publique de Moncton vu du Sud.

- La bibliothèque publique de Moncton vu du Sud.Programmes pour enfants tels que Bébés à la bibliothèque, Bambins à la bibli, l’Heure du conte, l’Heure du conte familiale, et le Club lego père et fils.

- Programmes pour jeunes adultes tels que Club Anime et Manga, Soirées paroles et musique, et ateliers thématiques.

- Programmes pour adultes tels que cours d’informatique de base, cours individuels pour créer son premier compte de courriel, et d’autre cours de compétence informationnelles tels que recherches généalogiques en ligne, journaux en ligne, magasiner en ligne et réseaux sociaux.  Aussi, visites d’auteurs, conférences du midi et ateliers sur des sujets divers.

- Vernissages mensuels mettant en vedette de nouveaux artistes exposant à la galerie de la Bibliothèque publique de Moncton.

- Services pour les personnes ayant de la difficulté à lire les imprimés, dont un poste de travail adapté avec les logiciels SystemAccess, Zoomtext, OpenBook et Kurzweil 3000.

## Levées de fonds
Le gala de vente aux enchères d'œuvres d'art Magnum Opus a été la principale levée de fonds de la Bibliothèque publique de Moncton de 2007 à 2010.  En octobre chaque année, la vente aux enchères permettait d'amasser des fonds pour améliorer les collections de la bibliothèque, mais offrait aussi aux "artistes du Canada Atlantique une occasion de montrer leur travail et de vendre une de leurs œuvres (traduction libre)." 

## Liens
- Service des bibliothèques publiques du Nouveau-Brunswick
- Bibliothèque publique de Moncton
- Moncton Public Library
- Services pour les usagers incapables de lire des imprimés
- Bibliothèque numérique du Nouveau-Bruswick